# Râul Corbu, Bistricioara
Râul Corbu este un curs de apă, afluent al râului Bistricioara. Pe cursul superior mai este numit și Bâtca Corbului

## Hărți
- Harta județului Harghita
- Harta Munților Giurgeului  Arhivat în 27 septembrie 2007, la Wayback Machine.